# Zofia Danilewicz-Stysiak
Zofia Danilewicz-Stysiak (ur. 18 listopada 1922, zm. 9 września 2013) – polska stomatolog, prof. dr hab. n. med., wieloletni dyrektor Instytutu Stomatologii Akademii Medycznej w Łodzi oraz kierownik Zakładu Stomatologii Zachowawczej na tejże uczelni.

## Życiorys
Urodziła się w szlacheckiej rodzinie Danilewiczów herbu Ostoja. W latach 1945–1949 studiowała na Oddziale Stomatologicznym Wydziału Lekarskiego Uniwersytetu Poznańskiego uzyskując tam tytuł lekarza dentysty, a następnie w latach 1950–1953 kontynuowała studia na Wydziale Lekarskim AM w Łodzi, uzyskując tytuł lekarza medycyny. W 1963 uzyskała stopień naukowy doktora stomatologii, a w 1970 przeprowadziła habilitację w zakresie nauk medycznych. W 1983 otrzymała stanowisko profesora nadzwyczajnego, a w 1990 tytuł profesorski.
Opublikowała podręcznik akademicki Stomatologia zachowawcza: zasady opracowywania i wypełniania ubytków próchnicowych (Łódź: Akademia Medyczna, 1992).
W latach 1950–1993 związana była z Akademią Medyczną w Łodzi, gdzie piastowała m.in. obowiązki wicedyrektora Instytutu Stomatologii w latach 1973–1978, a następnie w latach 1978–1993 dyrektora, a także od 1976 kierownika Zakładu Stomatologii Zachowawczej.
Zmarła 9 września 2013, pogrzeb odbył się 28 września tego roku na cmentarzu w Łodzi – Łagiewnikach.